# Bucarabones (Maricao)
Bucarabones es un barrio ubicado en el municipio de Maricao en el estado libre asociado de Puerto Rico. En el Censo de 2010 tenía una población de 164 habitantes y una densidad poblacional de 11,97 personas por km².
Sectores en Bucarabones: Esmeraldo Justiniano, Pedro Justiniano, Sector La Unión, Sector Los Rosado, Sector Indio de Uroayan, Sector La Redención, Sector La 60.

## Geografía
Bucarabones se encuentra ubicado en las coordenadas 18°11′27″N 66°56′7″O / 18.19083, -66.93528. Según la Oficina del Censo de los Estados Unidos, Bucarabones tiene una superficie total de 13.7 km², que corresponden a tierra firme.

## Demografía
Según el censo de 2010, había 164 personas residiendo en Bucarabones. La densidad de población era de 11,97 hab./km². De los 164 habitantes, Bucarabones estaba compuesto por el 87.8% blancos, el 5.49% eran afroamericanos, el 5.49% eran de otras razas y el 1.22% pertenecían a dos o más razas. Del total de la población el 100% eran hispanos o latinos de cualquier raza.